# 후안 소마비아
후안 소마비아(Juan Somavía, 1941년 4월 11일 ~ )는 칠레의 변호사이자 교수, 외교관이다. 제9대 국제 노동 기구(ILO)의 사무총장으로 선출되어 1999년부터 5년의 임기를 시작하여 세차례 연임에 성공하였다.

## 같이 보기
- 국제 노동 기구